# Интернет-партия Украины
Интернет-партия Украины (укр. Інтернет Партія України) — политическая партия Украины, создана в 2007 году. Председатель — Голубов Дмитрий Иванович.

## История
В 2006—2007 годах партию начал создавать украинский хакер Дмитрий Голубов. Учредительный съезд состоялся 1 октября 2007 года.
1 марта 2009 года в гостиничном комплексе «Магнолия» в Одессе состоялся первый съезд партии. Среди известных членов партии, в частности, вице-президент Союза адвокатов Украины Пётр Бойко и бывший чемпион мира и Европы по тайскому боксу Денис Григорьев.
1 августа 2011 года партия была официально зарегистрирована Министерством юстиции. Однако партия не выполнила требования закона о регистрации ячеек в большинстве областей Украины, из-за чего Постановлением Окружного административного суда города Киева от 23 января 2013 года её регистрация была аннулирована.
В феврале 2013 года к Интернет-партии Украины присоединился известный украинский хакер Андрей Шебелла (Dementor), который в 2011 году обвинялся в участии в хакерском движении Anonymous и похищении денежных средств из банкоматов.
17 сентября 2013 года Высший административный суд Украины принял решение отменить постановление Окружного административного суда города Киева от 23 января 2013 года и постановление Киевского апелляционного административного суда от 2 апреля 2013 года. На официальной странице Государственной регистрационной службы по состоянию на март 2014 восстановлена.
На президентских выборах 2014 года партия выдвинула Дарта Вейдера. В регистрации кандидату ЦИК отказала.
На внеочередных парламентских выборах 2014 года партия зарегистрировала 17 кандидатов по партийному списку. В первую пятёрку списка вошли;
- Вейдер Дарт Викторович (укр. Вейдер Дарт Вікторович, 1987 г.);
- Палпатин Император Викторович (укр. Палпатін Імператор Вікторович, 1990 г.);
- Чубакка Степан Михайлович (укр. Чубакка Степан Михайлович, 1988 г.);
- Амидала Падме Николаевна (укр. Амідала Падме Миколаївна, 1993 г.);
- Йода Магистр Владимирович (укр. Йода Магістр Володимирович, 1982 г.).

На парламентских выборах 2014 председатель партии Дмитрий Голубов, выдвинутый «Блоком Петра Порошенко», победил в округе № 136 (Одесса).

## Цель
Политическая сила стремится создать привлекательные инвестиционные условия на Украине и выйти на новый уровень развития экономики и современных технологий, её целью является:
- компьютеризация всей страны;
- ликвидация бюрократии в негативном её понимании;
- переход на цифровые носители и уход от бумажной волокиты;
- бесплатные курсы ПК и иностранных языков для всех граждан Украины за счёт бюджета;
- 7 налогов вместо 98;
- единый налог на прибыль 25 %;
- отмена НДС;
- запрет на продажу ГМ продуктов;
- создание оффшорных зон на Украине;
- выход из ФАТФ (Группы разработки финансовых мер борьбы с отмыванием денег).